# Трговина људима у Бенину
Трговина људима у Бенину је ратификовао Протокол УН о трговини људима из 2000. у августу 2002.
Бенин је 2010. био земља порекла и транзита за децу која су била изложена трговини људима, посебно условима принудног рада и присилне проституције . Претходних година аналитичари су такође сматрали Бенин земљом одредишта за децу странца која су доведена у земљу и подвргнута принудном раду, али нове информације из владиних и невладиних извора указују да укупан број такве деце није значајан. Већина жртава биле су девојке које су трговане у кућном послу или комерцијалној трговини сексом у Котонуу, административној престоници. Неки дечаци су били приморани да раде на фармама, да раде у грађевинарству, производе рукотворине или производе од јастребова на улици. Многи трговци људима су били рођаци или познаници својих жртава, искоришћавајући традиционални систем видомегона, у којем су родитељи дозвољавали својој деци да живе са богатијим рођацима и раде за њих, обично у урбаним срединама. Било је извештаја да неки туристи који посећују национални парк Пенџари у северном Бенину експлоатишу малолетне девојке у проституцији, од којих су неке можда биле жртве трговине људима. Бенинска деца регрутована за принудни рад у иностранству била су углавном намењена Нигерији и Габону, а нека су одлазила и у Обалу Слоноваче и друге афричке земље, где су можда била приморана да раде у рудницима, каменоломима или сектору какаоа.
Влада Бенина 2010. године није у потпуности испоштовала минималне стандарде за елиминацију трговине људима; међутим, уложила је значајне напоре да то учини, упркос ограниченим ресурсима. Влада је 2009. године предузела кораке да убрза кривично гоњење починилаца трговине људима и повећа број заштитних и превентивних активности. У настојању да спречи трговину људима, донела је три уредбе којима се регулише кретање деце у и из Бенина и наставила са напорима широм земље да региструје рођене и издаје изводе из матичне књиге рођених свим грађанима. Влада, међутим, није прикупила и учинила доступним својим грађанима и партнерима тачне податке органа за спровођење закона о питањима трговине људима. Даље, својим званичницима није пружио специјализовану обуку о томе како да препознају, истраже и кривично гоне случајеве трговине људима.
Канцеларија америчког Стејт департмента за праћење и борбу против трговине људима ставила је земљу на „Ниво 2“ 2017. до 2023.
У 2023. години, Индекс организованог криминала дао је земљи оцену 6,5 од 10 за трговину људима, уз напомену да су нигеријске групе биле у великој мери умешане у овај злочин.

## Тужилаштво (2010)
Влада је наставила са својим напорима да починиоце трговине људима приведе правди током периода извештавања. Законски, Бенин не забрањује све облике трговине људима, иако његов Закон о превозу малолетника и сузбијању трговине децом из 2006. инкриминише све облике трговине децом и прописује казне до 20 година затвора. Ове казне су довољно строге и превазилазе оне прописане за силовање. Закон о трговини децом не покрива одрасле, иако постојећи закони против киднаповања и радне експлоатације пружају одређену заштиту особама старијим од 18 година. Министарство правде, законодавства и људских права известило је да је осам судова у Бенину решавало укупно 200 случајева трговине децом и сродних кривичних дела, укључујући отмицу деце и корупцију деце. На крају извјештајног периода, 155 предмета је остало неријешено, пет предмета је одбачено, а 40 случајева је резултирало осудама; влада није прецизирала који од ових случајева се односила на трговину децом нити је дала информације о казнама које су изречене осуђеним починитељима трговине људима. Полицијска бригада за заштиту малолетника (БПМ) је обрађивала 58 случајева у вези са трговином децом или илегалним премештањем деце ван земље без одобрења родитеља, а 17 починилаца је привела суду у Котонуу ради даље истраге и кривичног гоњења. Жандарми у селу Порга ухапсили су осумњичене трговце људима који су покушавали да пређу границу Бенин-Буркина Фасо на путу за Обалу Слоноваче са петоро деце у априлу 2009. и предали их суду у Натитингуу . Влада није дала информације о исходу случаја Порга, као ни податке о случајевима које воде друге гране полиције. Није било доказа да су званичници бенинске владе били саучесници у кривичним делима трговине људима. Иако су виши припадници полиције прошли обуку о питањима трговине децом као део њихове обуке на полицијској академији, други службеници нису били обучени да препознају, истражују и кривично гоне кривична дела трговине људима.

## Заштита (2010)
Четири владина министарства и неколико међународних донатора и невладиних организација ефективно су искористили своја партнерства како би проширили способност Бенина да помогне, репатријацију и реинтеграцију жртава трговине људима 2009. године. БПМ је известио о спасавању 266 жртава трговине људима док су транспортоване у и из Нигерије, Габона, Обале Слоноваче, Малија и Тога ; ова спасавања су била производ партнерства са властима тих земаља. Ова бројка представља повећање за 22 више спасавања него претходне године. Штавише, у сарадњи са УНИЦЕФ-ом и званичницима Габона, влада је вратила 28 бенинске деце, од којих су нека можда биле жртве трговине људима, спашене из чамца који је превозио тајне мигранте код обале Габона. У већини случајева, БПМ је преузео почетно старатељство над жртвама једном у Бенину, а након интервјуа да би потврдио њихов статус жртве трговине људима, обично их је упућивао у мрежу дугорочних склоништа за невладине организације. БПМ држи опорављене жртве у великом транзитном склоништу које је изградила влада у Котонуу, у коме ради седам запослених из невладиних организација, све док жртве не пребаце у склониште за НВО ради реинтеграције. Током 2009. године, БПМ прихватилиште је примило 941 дете, од којих су многе жртве трговине људима, и понудило им правну, медицинску и психолошку помоћ. Министарство породице и националне солидарности радило је са невладиним организацијама на поновном спајању деце са њиховим породицама. Ниједно дете се не враћа у своју заједницу порекла све док не постоји одговарајућа тачка за поновно укључивање као што је школа, стручни центар или шегртовање. Влада је проширила приступ овој деци националној мрежи центара за социјалну промоцију, који пружају основне социјалне услуге у свакој од 77 општина у земљи. Стране жртве трговине људима добијале су помоћ од владе преко БПМ-а и центара за социјалну промоцију пре репатријације. Према невладиној организацији која је водила репатријацију и склониште бенинских жртава из каменолома Абеокута у Нигерији, бенинско министарство породице, БПМ и бенински конзулат у Нигерији репатрирали су 20 жртава трговине људима између августа и децембра 2009. И БПМ и Канцеларија за праћење породице и деце при Министарству породице успоставили су оперативне базе података о трговини децом током године, али ни један ни други нису дали податке о жртвама трговине људима током извештајног периода. Званичници су охрабривали жртве да помогну у истрази преступника трговине људима, али су штитили децу од учешћа у суђењу осим ако то судија не захтева. Жртве нису биле неприкладно затваране или кажњене за незаконита дела почињена као директна последица трговине људима, али влада није имала механизам за скрининг жртава трговине међу популацијама жена и деце у проституцији.

## Превенција (2010)
Кроз партнерство са локалним и међународним агенцијама, влада је пружила делимичну подршку за неколико нових програма за спречавање трговине децом. Министарство породице је 2009. године, уз подршку страних донатора, основало 142 нова локална одбора како би омогућила надзор заједнице у Бенину и дуж границе између Бенина и Нигерије. БПМ, имиграциони агенти и жандарми заузели су станице на међународним граничним прелазима како би прегледали путнике и пратили превоз деце. Ови посматрачи су се ослањали на узбуњиваче заједнице да би их упозорили на сумњиве случајеве. Штавише, влада је пре рока завршила свој Национални план за борбу против трговине децом и рада за 2008-2012. Такође 2009. године, влада се удружила са страним партнерима у имплементацији другог пројекта борбе против трговине децом како би се побољшали услови живота и унапредило поштовање права деце, решавајући тако кључне структуралне узроке проблема трговине децом у Бенину. Влада је, у партнерству са УНИЦЕФ-ом и једном великом регионалном банком, покренула седмодневну кампању подизања свести о секс туризму деце . Влада је обезбедила обуку за бенинске трупе о питањима трговине децом и експлоатације пре њиховог распоређивања у иностранству за међународне мировне мисије.